# 中伊豆ワイナリー シャトーT.S

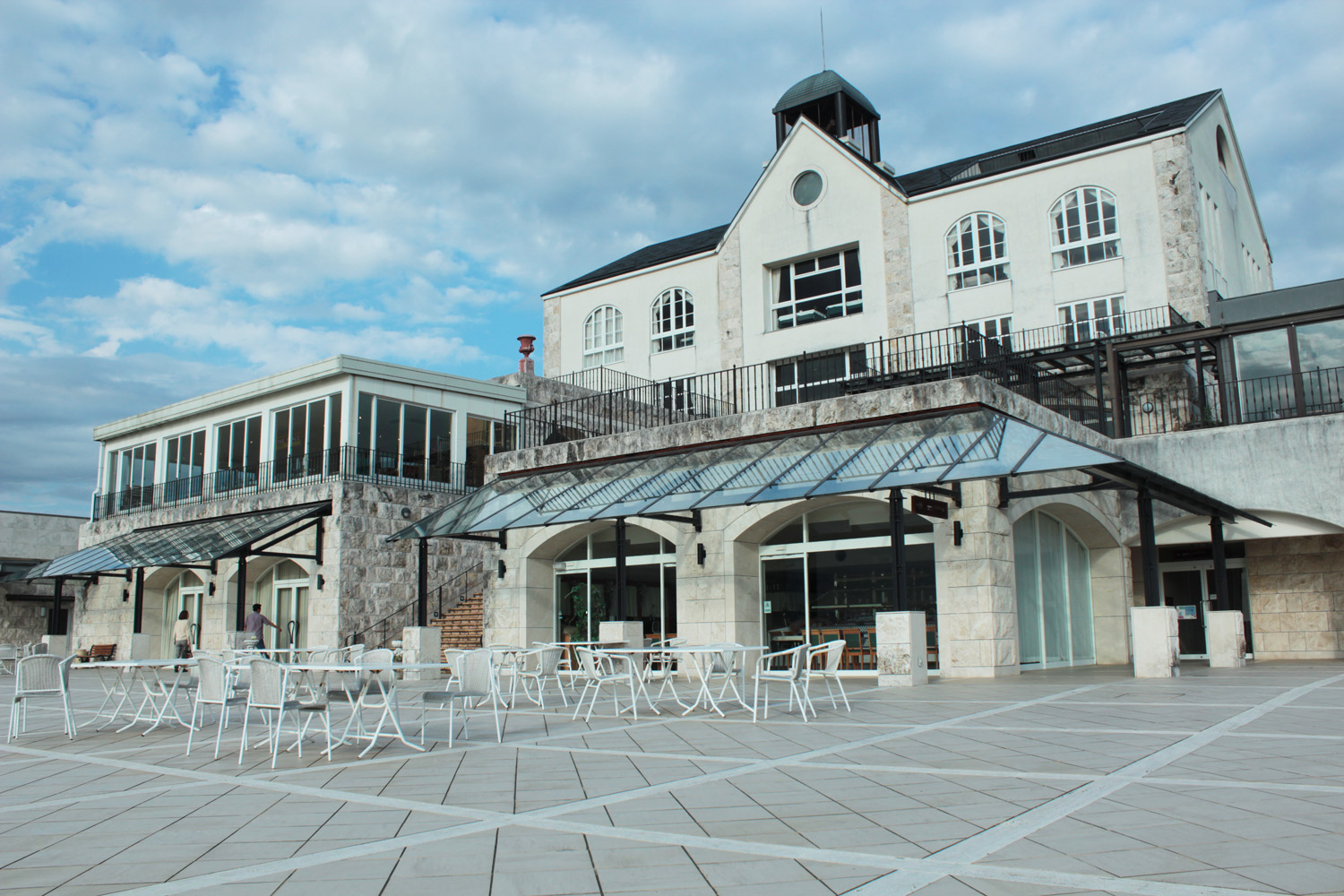
シャトーT.S

中伊豆ワイナリー シャトーT.S（なかいずワイナリー シャトーティーエス）は静岡県伊豆市にあるワイナリーを中心とした観光施設である。シダックスが運営している。「中伊豆ワイナリーヒルズ」の施設の一つ。
T.Sは創業者である志太勤（しだ・つとむ）のイニシャル。

## 概要

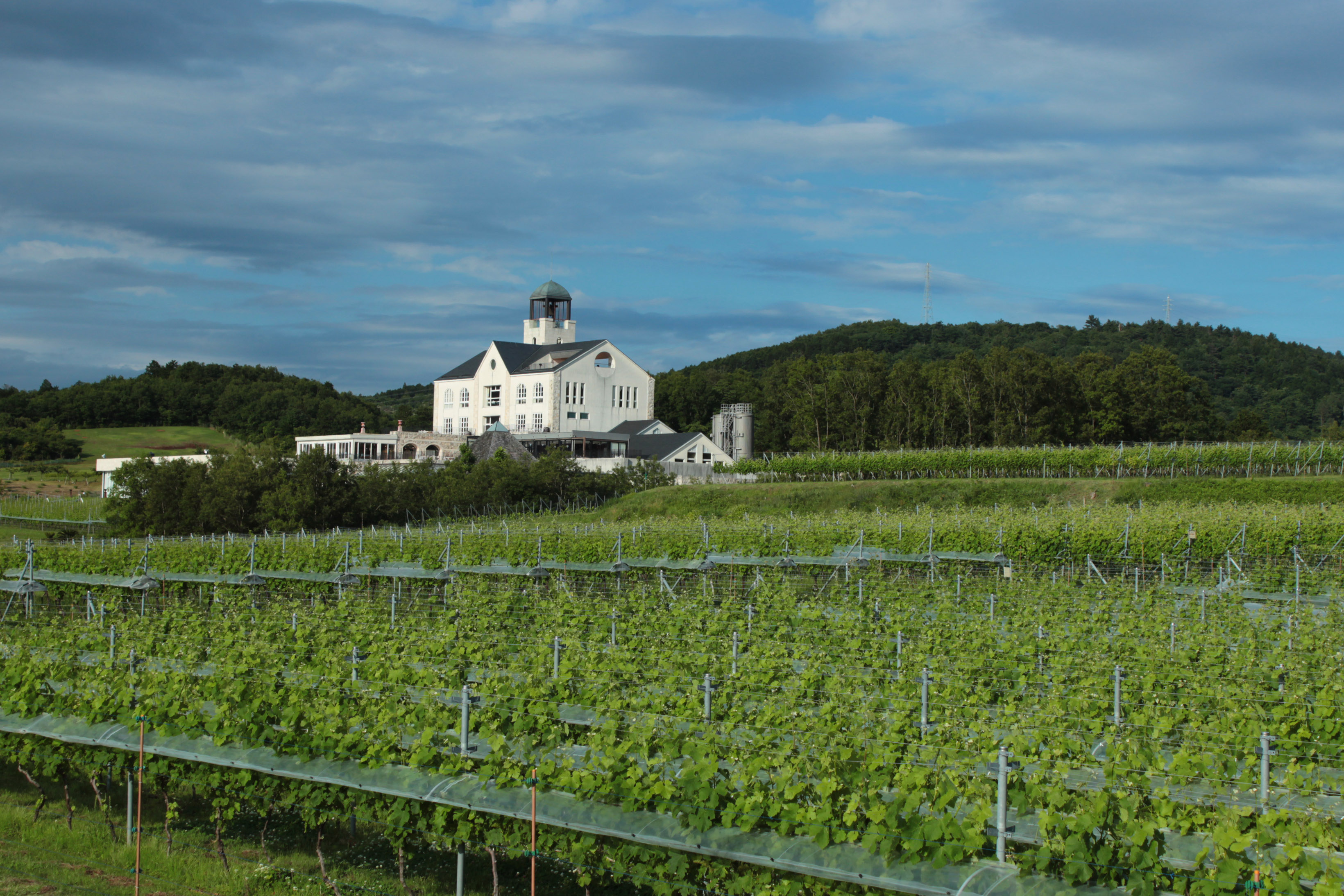
シャトーT.Sとブドウ畑

2000年1月15日にシダックス創業者の志太勤が自らの私財を投じて創業した。
ワイナリーとしての設備としては「ナパ・バレーワインラウンジ」や蒸留所、ワイン蔵、有料・無料のテイスティング（試飲）コーナー、ワイングッズショップを備えている。ワイングッズショップでは、オリジナルワイン「志太」を販売している。
その他、敷地内にはレストラン「ナパ・バレー」、「カリフォルニア」、「ハーブパスタ」、「ぐらっぱの丘」や結婚式場、チャペルがあり、結婚式が行われることもある。
ワイナリーの周囲はブドウ畑に囲まれている。

## 関連施設
- 中伊豆ワイナリーヒルズ
  - ホテル・ワイナリーヒル（伊豆市）
  - ベースボールグラウンド（志太スタジアム）・サッカー場・プール・テニスコート・トレーニングルーム・多目的室内練習場
- 渋谷シダックスヴィレッジ
  - ワインギャレリア　中伊豆ワイナリー東京販売所（東京都渋谷区）

## 受賞歴
「日本ワインコンクール（Japan Wine Competition）」
- 第17回 2019年（令和元年）金賞受賞[3]
  - 欧州系・赤「伊豆プティ・ヴェルド2017」